# タルモン＝サンティレール
タルモン＝サンティレール （Talmont-Saint-Hilaire）は、フランス、ペイ・ド・ラ・ロワール地域圏、ヴァンデ県のコミューン。

## 地理
コミューンにあるタルモン城は、かつてのタルモン公爵領の本拠地であった。タルモン公爵領は、かつてのバ・ポワトゥー地方の西の端にあたった。丘の上に建てられた城は、その守備設備が実際に補強されている。大西洋の海水が一日二回濠を洗うせいであった。

## 歴史
- 11世紀、アキテーヌ公ギヨーム5世・ド・ポワティエは忠実な家臣の一人ギヨーム・ル・ショーヴにタルモンの地を授けた。彼はダンジョンを建設し、11世紀半ばには城を拡張した。中世半ばには修道院を備え付け、モット・アンド・ベーリーと庶民の住宅は城塞の陰で少しずつ成長していった[1]。
- 12世紀、アキテーヌ女公アリエノール・ダキテーヌとフランス王ルイ7世の結婚によって、タルモンはフランス王の権限の下に入った。城を守っていたギヨーム・ド・ルゼの裏切りを懲らしめるため1138年に城は燃やされた。1152年にアリエノールとルイ7世の婚姻無効が宣言されると、アリエノールはイングランド王ヘンリー2世と再婚した。よって広大なアキテーヌ公領はフランス王国との係争地となった。城塞は当時のタルモン卿ラウル・ド・モレオンによって補強されている。彼はアキテーヌ公でもあったリチャード獅子心王の家臣で、フランスからの攻撃を恐れてのことだった[1]。
- 領主権はその後モレオン家に、そしてトゥアル子爵家、そしてアンボワーズ家に移った。
- 15世紀、ルイ11世はお抱えの歴史家フィリップ・ド・コミヌ（fr）にタルモンを授けた。
- 16世紀、城はアンリ・ド・ナヴァールによって包囲された。そしてダンジョンは17世紀にリシュリューによって解体された。イングランドとその同盟国がポワトゥーに継続的な足がかりを置かないようにするためであった。
- タルモン最後の領主、ヴァンデ戦争でカトリック王党軍についたアントワーヌ＝フィリップ・ド・ラ・トレモイユは1794年に死刑となった。
- 1974年、タルモンはサンティレール・ド・タルモンと合併し、タルモン＝サンティレールとなった。

## 人口統計
| 1962年 | 1968年 | 1975年 | 1982年 | 1990年 | 1999年 | 2008年 | 2013年 |
| ------ | ------ | ------ | ------ | ------ | ------ | ------ | ------ |
| 1046   | 1110   | 3347   | 3805   | 4409   | 5363   | 6764   | 7263   |

参照元:1962年から1999年までは複数コミューンに住所登録をする者の重複分を除いたもの。それ以降は当該コミューンの人口統計によるもの。1999年までEHESS/Cassini、2004年以降INSEE

## 史跡

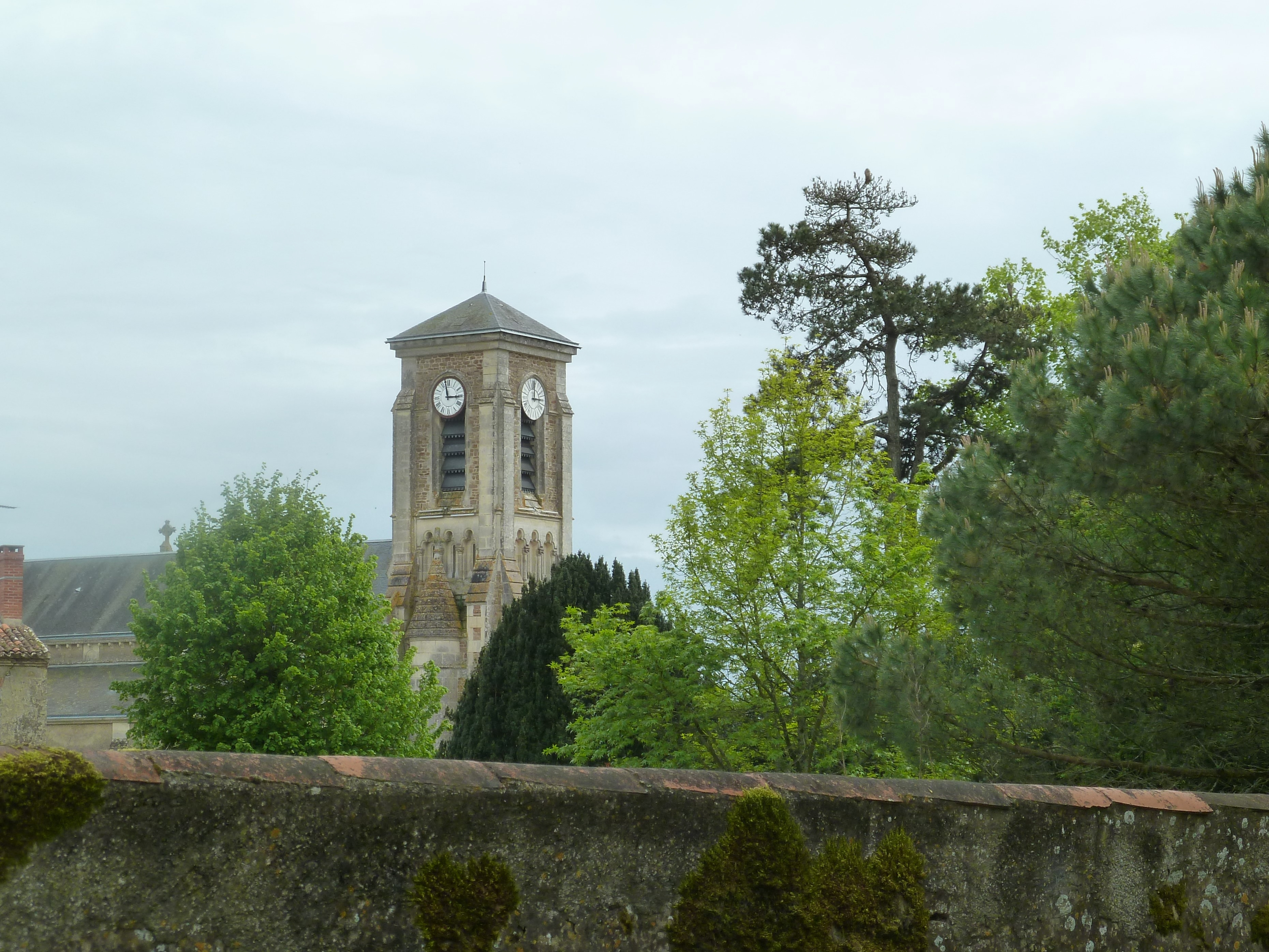
サンティレール教会
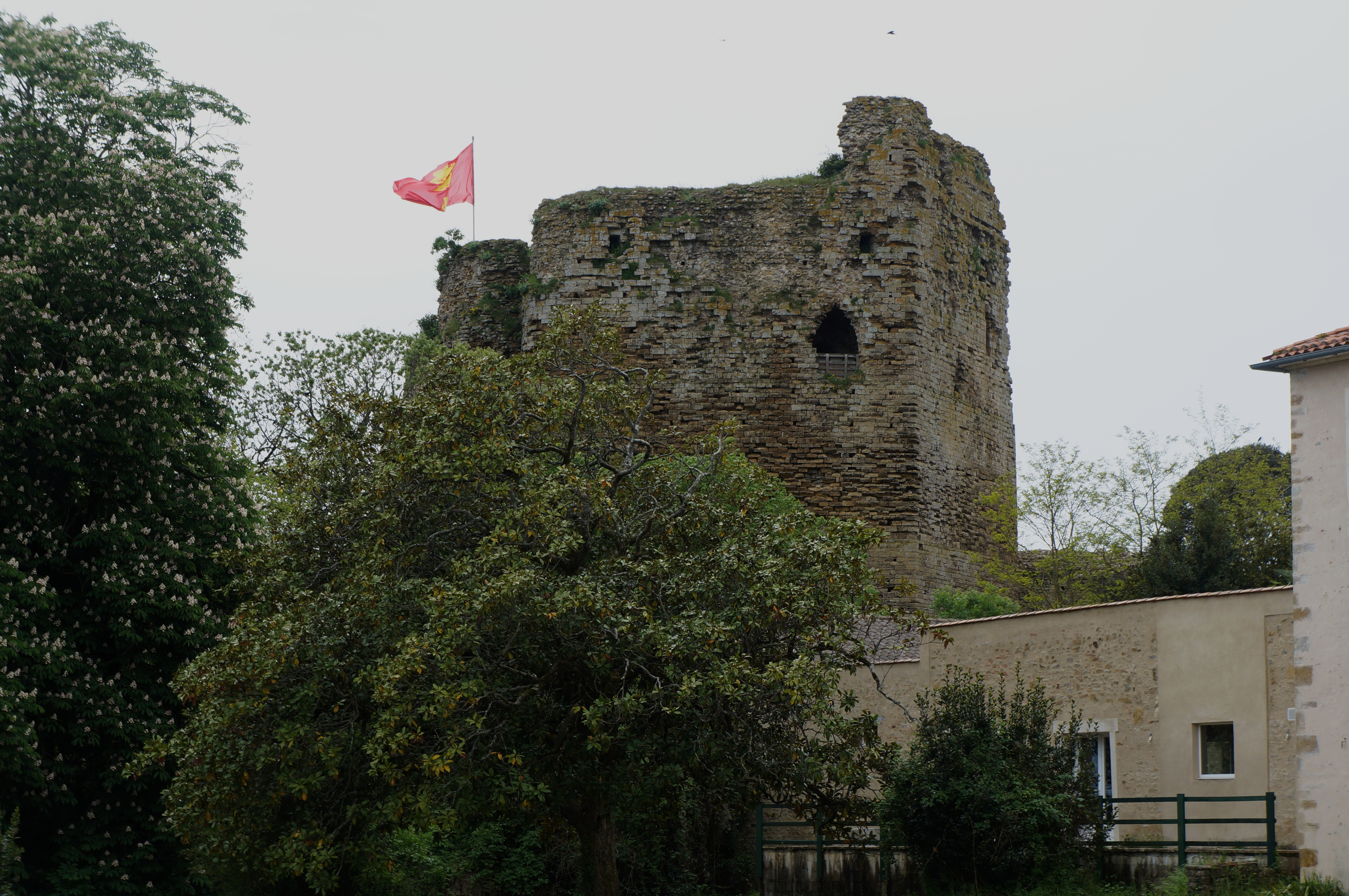
タルモン城
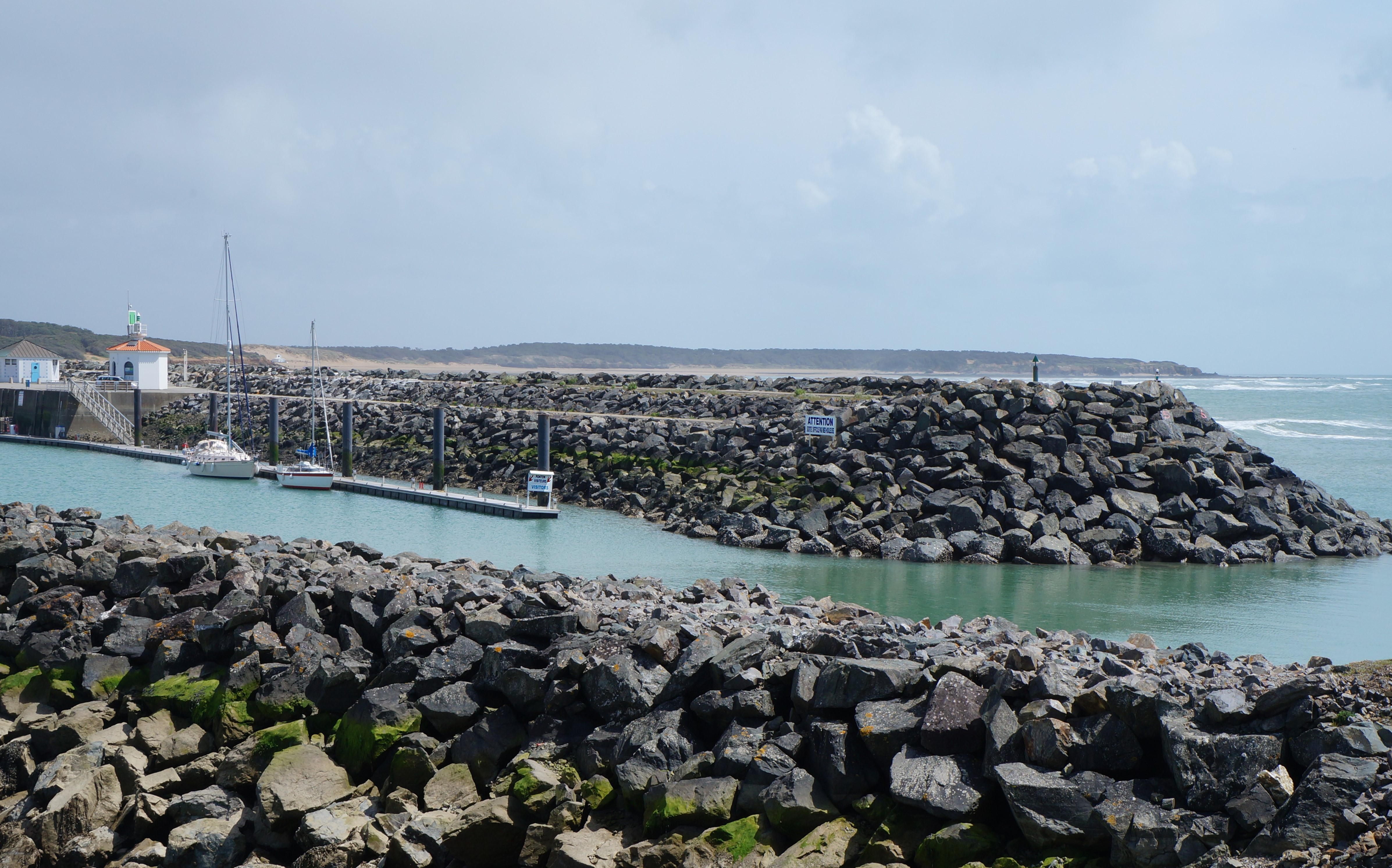
ブルジュネ港の海に通じる水路
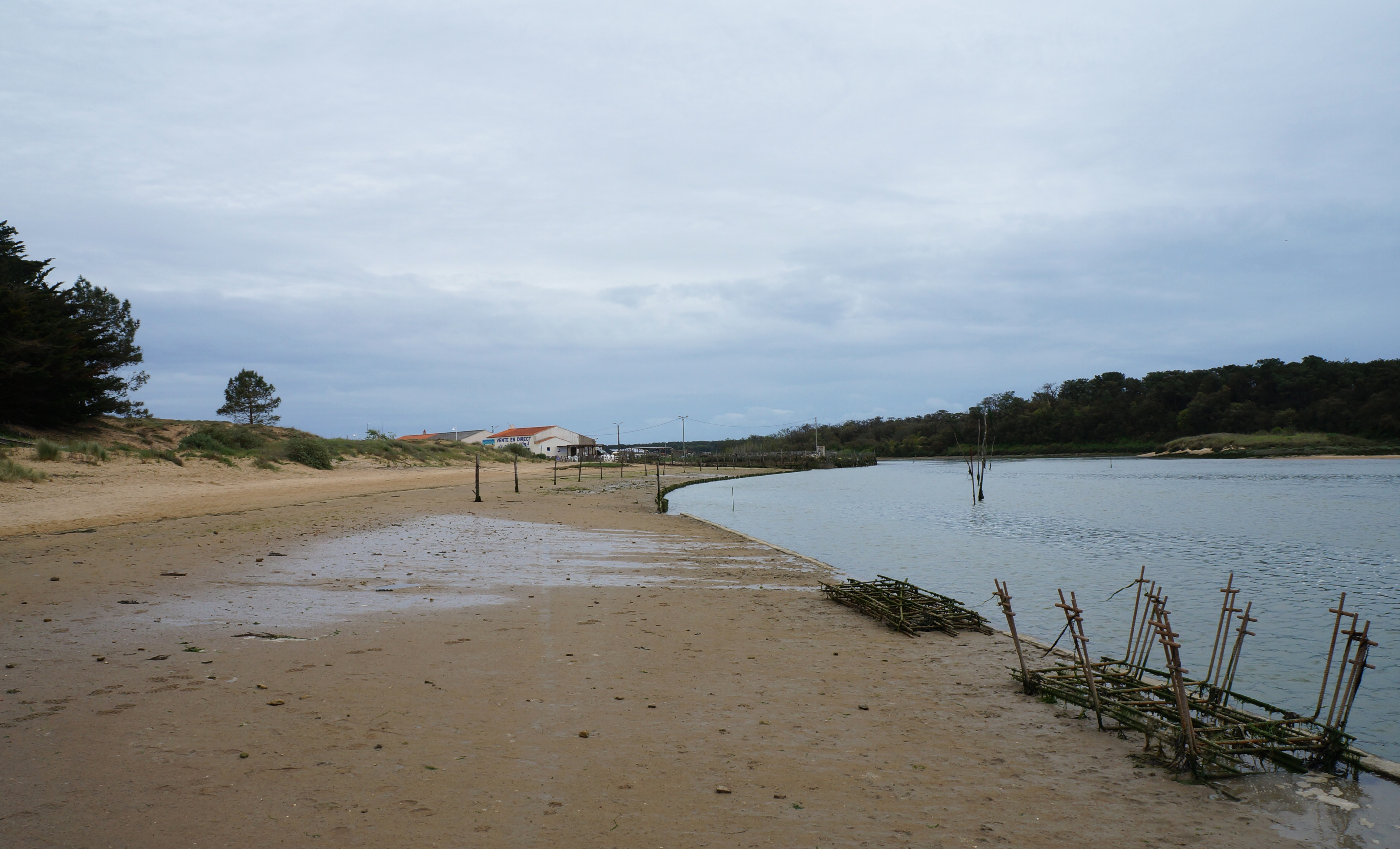
カキ養殖の漁村であるラ・ギティエール